# استان ناظور
استان ناظور (به فرانسوی: Province de Nador) یک استان در مراکش است که در منطقه شرق واقع شده‌است استان ناظور ۵۲۲٬۶۶۳ نفر جمعیت دارد.